# Microserica dohrni
Microserica dohrni är en skalbaggsart som beskrevs av Brenske 1899. Microserica dohrni ingår i släktet Microserica och familjen Melolonthidae. Inga underarter finns listade i Catalogue of Life.